# نشاط سلبي
النشاط السلبي هو أي مجهود يقوم به الفرد سواء كان فرديًا أو في نطاق الجماعة يخالف العادات والتقاليد العرفية والاجتماعية مثل شرب السكائر والدخان بأنواعه والجريمة بأنواعها المختلفة.